# Protéine enveloppe du Coronavirus
La protéine enveloppe du Coronavirus (protéine E) est la plus petite et la moins distincte des quatre principales protéines structurelles des Coronavirus,,. C'est une protéine membranaire intégrale longue de moins de 110 acides aminés. Dans le SARS-CoV-2, cause de la Covid-19, la protéine E a une longueur de 75 acides aminés. Bien que non essentielle pour la réplication virale, son absence peut avoir pour conséquence un assemblage anormal des capsides virales ou une baisse de la réplication,. C'est une protéine multi-fonctionnelle qui, en plus de son rôle structurel dans la capside virale, semble être impliquée dans l'assemblage viral, de la même manière qu'une viroporine, ainsi que dans la pathogenèse virale,.